# 3月5日
3月5日（さんがついつか）は、グレゴリオ暦で年始から64日目（閏年では65日目）にあたり、年末まであと301日ある。

## できごと

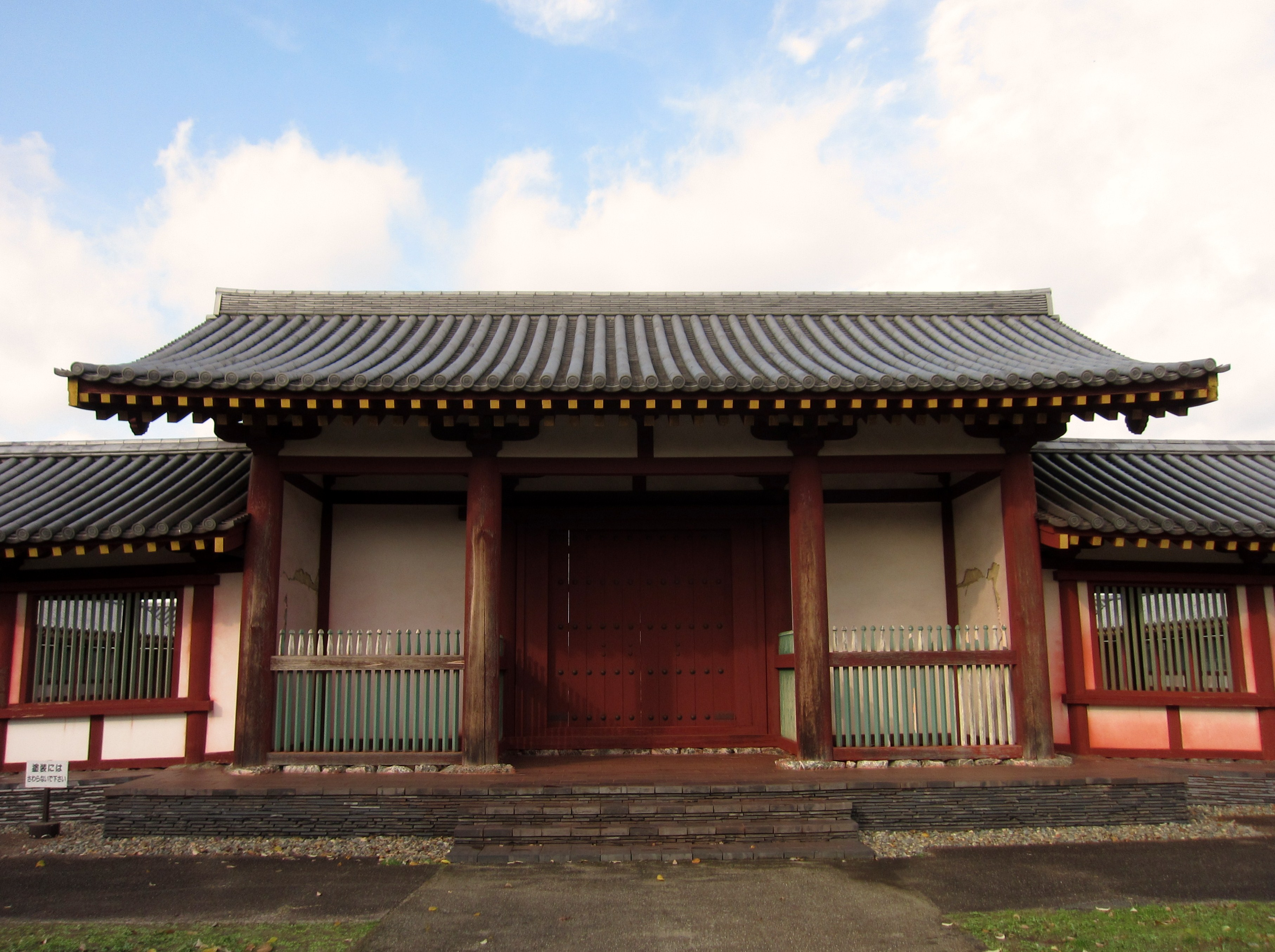
聖武天皇、国分寺・国分尼寺建立の詔を出す(741)。画像は上総国分尼寺中門（復元）。

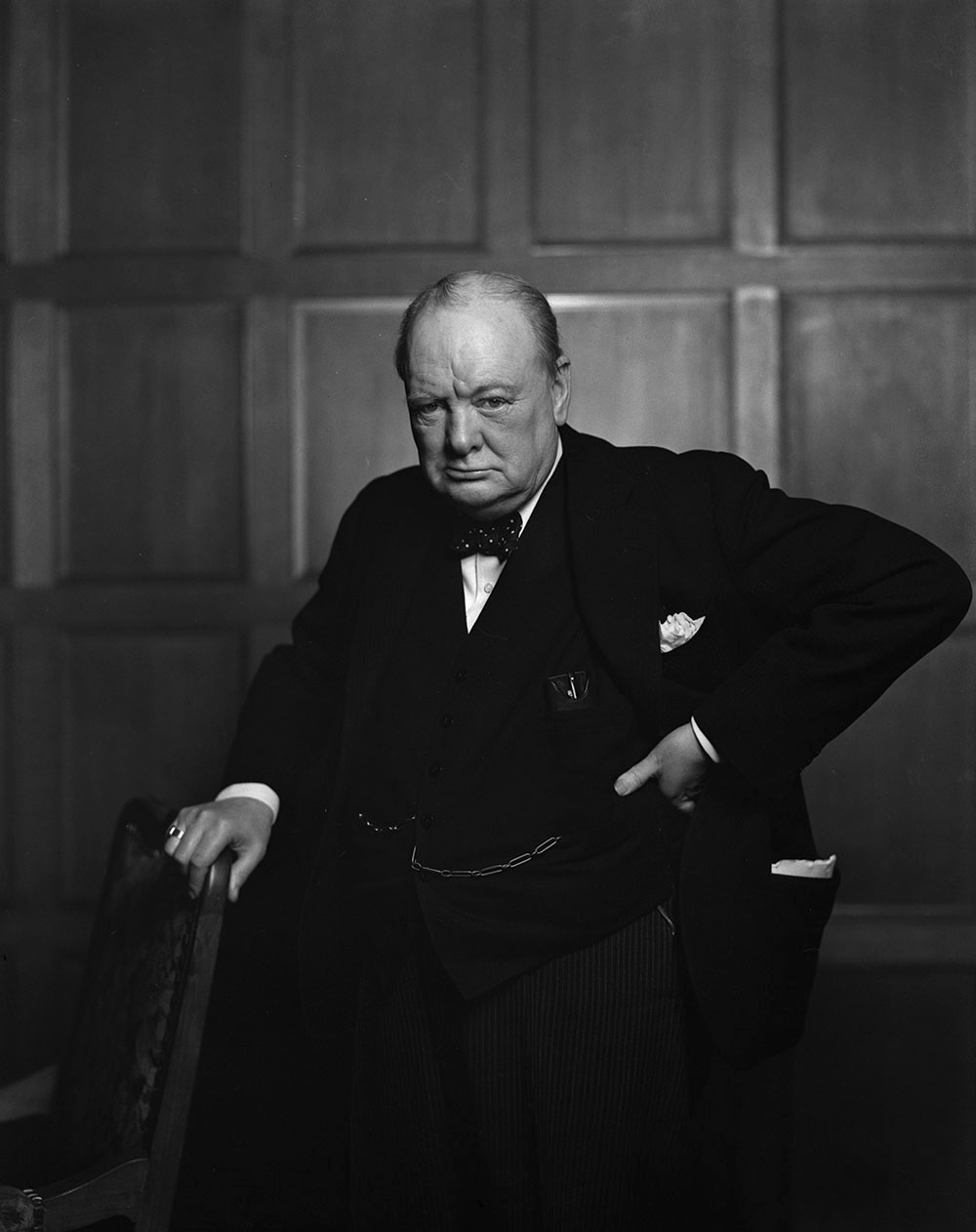
ウィンストン・チャーチル英首相、「鉄のカーテン」の演説を行う(1946)。

- 363年 - ローマ皇帝フラウィウス・クラウディウス・ユリアヌスがサーサーン朝ペルシャへの遠征を開始。
- 741年（天平13年2月14日） - 聖武天皇が国分寺・国分尼寺建立の詔を出す[1]。
- 823年（弘仁14年1月19日） - 空海が嵯峨天皇から東寺を下賜される。
- 1770年 - ボストン虐殺事件。
- 1868年（明治元年2月12日） - 徳川慶喜が、朝廷への恭順の意志を示すため江戸城を出て上野寛永寺大慈院に蟄居、謹慎した[2]。
- 1872年 - 米国でウェスティングハウスが空気ブレーキの特許を取得
- 1876年 - イタリアの新聞『コリエーレ・デラ・セラ』が創刊。
- 1880年 - 会計検査院設置。
- 1881年 - ハワイ国王カラカウアが来日。史上初めて来日した日本国外の国家元首。
- 1894年 - ローズベリー伯爵アーチボルド・プリムローズがイギリスの48代首相に就任。
- 1908年 - 時事新報社がシカゴ・トリビューンの世界美人コンクールの日本予選として日本初の美人コンテストを開催。
- 1929年 - 治安維持法に反対していた山本宣治・元衆議院議員が右翼団体「七生義団」の黒田保久二により刺殺される。
- 1931年 - 東京航空輸送が実施した日本初の「エアガール」（客室乗務員）の採用試験結果が公表される。
- 1932年 - 三井財閥総帥・團琢磨が日本橋三井本館前で血盟団員により射殺される[3]。
- 1933年 - ドイツ国会1933年選挙。ナチ党・国家人民党の与党が過半数を獲得。
- 1936年 - イギリスの戦闘機スーパーマリン スピットファイアが初飛行[4]。
- 1938年 - 立正佼成会創立。
- 1940年 - 米坂線雪崩直撃事故: 国鉄米坂線で荒川橋梁が雪崩に遭い橋桁が落橋。雪崩直後に通過した列車が荒川に転落し、乗客15名が死亡、30名が負傷した。
- 1942年 - ドミートリイ・ショスタコーヴィチの交響曲第7番が初演[5]。
- 1942年 - 同年1月5日に組織されたアメリカ海軍建設工兵隊Seabeeが正式に認可され、徽章が交付される[6]。
- 1943年 - イギリス初のジェット戦闘機グロスター ミーティアが初飛行。
- 1946年 - ウィンストン・チャーチル英首相が米ミズーリ州でソ連を非難する「鉄のカーテン」の演説を行う。冷戦の始まり。
- 1953年 - スターリン暴落。ソ連の最高指導者ヨシフ・スターリンの重体（実際は同日死亡）の報道により、軍需株を中心に世界中の株式市場が暴落。
- 1953年 - 日本赤十字社、日中友好協会、日本平和連絡会と中国紅十字会が北京で日本人居留民帰国問題に関する共同コミュニケ（北京協定）を発表し、中国大陸からの引揚げが再開する。
- 1958年 - アメリカで人工衛星エクスプローラー2号が打ち上げられるが、軌道投入に失敗。
- 1963年 - 日本SF作家クラブが発足する。
- 1966年 - BOAC機空中分解事故: 英国海外航空911便（ボーイング707 G-APFE）が富士山上空で山岳波により空中分解。乗員・乗客124名全員が死亡した[7]。
- 1970年 - 核拡散防止条約が発効。
- 1975年 - 豪華客船クイーン・エリザベス2号が神戸港のポートターミナルQ1バースに日本初入港。
- 1978年 - 中華人民共和国憲法が改正・交付される[8]。
- 1978年 - アメリカの地球観測衛星ランドサット3号が打ち上げられる。
- 1979年 - アメリカの無人惑星探査機ヴォイジャー1号が木星に最接近する。
- 1979年 - 日本テレビ『ズームイン!!朝!』が放送を開始。
- 1981年 - 黒柳徹子の『窓ぎわのトットちゃん』が発刊。
- 1982年 - ソ連の金星探査機ベネラ14号が金星に到達する。
- 1992年 - 市川一家4人殺害事件: 千葉県市川市行徳のマンションに、当時19歳の少年が窃盗目的で侵入する。少年は翌6日に逮捕されるまでの間に、同室の住民である一家4人を殺害した。
- 1998年 - 長野パラリンピックが開幕。3月14日まで。
- 2006年 - 新北九州空港と九州本土側（福岡県苅田町）を結ぶ新北九州空港連絡橋が開通。通行料無料の橋としては伊良部大橋に次ぐ、日本第2位の橋長2100mを誇る長大橋[9]。
- 2006年 - 長崎市と佐世保市を結ぶ西海パールライン有料道路途中の新西海橋が開通。
- 2011年 - 東北新幹線でE5系を使用する「はやぶさ」が運行開始[10][11]。
- 2017年 - 長野県防災ヘリコプター「アルプス」が山岳救助訓練中に墜落。搭乗者9名全員が死亡[12][13]。
- 2019年 - 最高裁判所第三小法廷において、マンション一括受電契約について「区分所有者が有する専有部分の電力契約に、 管理組合の総会決議の効力は及ばない。」とする判決が下される[14][15][16]。
- 2022年 - 栃木県那須町にある「殺生石」が経年のひびにより2つに割れる[17]。

## 誕生日

### 人物

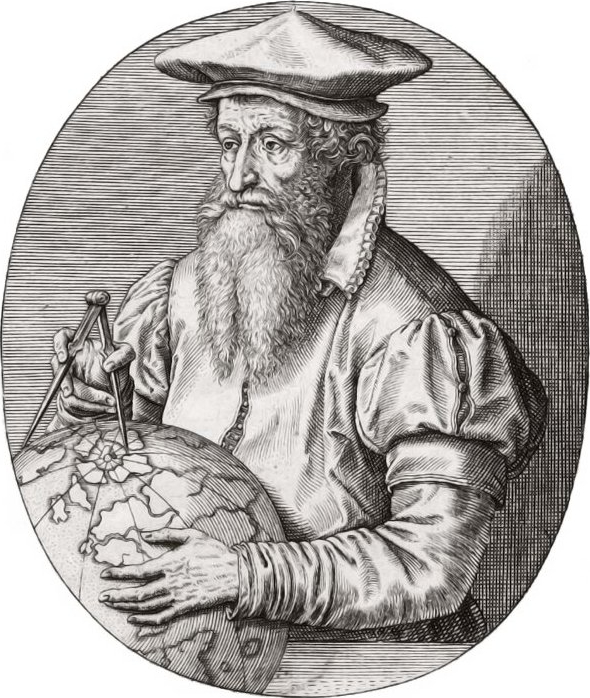
メルカトル図法で知られる地理学者、ゲラルドゥス・メルカトル(1512-1594)誕生。

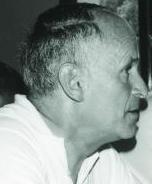
超関数の理論を構築した数学者、ローラン・シュヴァルツ(1915-2002)誕生。

- 1324年 - デイヴィッド2世、スコットランド国王（+ 1371年）
- 1512年 - ジェラール・メルカトル、地理学者（+ 1594年）
- 1574年 - ウィリアム・オートレッド、数学者（+ 1660年）
- 1696年 - ジョヴァンニ・バッティスタ・ティエポロ、画家（+ 1770年）
- 1740年（元文5年2月8日） - 片桐貞芳、小泉藩主（+ 1805年）
- 1750年（寛延3年1月27日） - 朽木昌綱、福知山藩主（+ 1802年）
- 1794年 - ジャック・バビネ、物理学者（+ 1872年）
- 1811年（文化8年2月11日） - 松平斉承、福井藩主（+ 1835年）
- 1817年 - オースティン・ヘンリー・レヤード、考古学者、外交官（+ 1894年）
- 1819年（文政2年2月10日） - 毛利敬親、長州藩主（+ 1871年）
- 1830年 - エティエンヌ＝ジュール・マレー、生理学者（+ 1904年）
- 1840年（天保11年2月2日） - 織田信民、柏原藩主（+ 1865年）
- 1860年 - サム・トンプソン、プロ野球選手（+ 1922年）
- 1863年（文久3年1月16日） - 阪谷芳郎、財政家（+ 1941年）
- 1871年 - ローザ・ルクセンブルク、革命家（+ 1919年）
- 1877年 - 永井松三、外交官（+ 1957年）
- 1879年 - ウィリアム・ベヴァリッジ、経済学者（+ 1963年）
- 1880年 - 佐竹三吾、政治家、実業家（+ 1976年）
- 1883年 - 塩沢幸一、海軍軍人（+ 1943年）
- 1884年 - 豊田利三郎、実業家、豊田自動織機製作所・豊田紡織・トヨタ自動車工業・豊田工機社長（+ 1952年）
- 1887年 - エイトル・ヴィラ＝ロボス、作曲家（+ 1959年）
- 1896年 - 鈴木康文、歌人（+ 1997年）
- 1897年 - 宋美齢、政治家、蔣介石の妻（+ 2003年）
- 1898年 - 周恩来、政治家、初代国務院総理（+ 1976年）
- 1898年 - 大川ミサヲ、最高齢女性（+ 2015年）
- 1899年 - 山田抄太郎、三味線奏者（+ 1970年）
- 1901年 - 橋本登美三郎、政治家（+ 1989年）
- 1901年 - 渋沢智雄、実業家（+ 1947年）
- 1904年 - 水谷準、推理作家、編集者（+ 2001年）
- 1904年 - アレクセイ・コスイギン、政治家（+ 1980年）
- 1904年 - カール・ラーナー、神学者（+ 1984年）
- 1906年 - 田中清玄、政治運動家（+ 1993年）
- 1906年 - 中山素平、実業家（+ 2005年）
- 1908年 - レックス・ハリソン、俳優（+ 1990年）
- 1909年 - 小夜福子、女優、宝塚歌劇団月組男役（+ 1989年）
- 1910年 - 安藤百福、日清食品創業者（+ 2007年）
- 1910年 - 植草圭之助、脚本家、小説家（+ 1993年）
- 1910年 - エンニオ・フライアーノ、作家、ジャーナリスト（+ 1972年）
- 1913年 - 榊米一郎、工学者（+ 2014年[18]）
- 1915年 - ローラン・シュヴァルツ、数学者（+ 2002年）
- 1916年 - 会田雄次、評論家（+ 1997年）
- 1916年 - 晝間弘、彫刻家（+ 1984年）
- 1916年 - 古屋茂、数学者（+ 1996年）
- 1918年 - 林忠彦、写真家（+ 1990年）
- 1918年 - 中村真一郎、詩人、小説家（+ 1997年）
- 1918年 - ジェームズ・トービン、経済学者（+ 2002年）
- 1920年 - 伊丹三樹彦、俳人、写真家（+ 2019年）
- 1922年 - ピエル・パオロ・パゾリーニ、映画監督（+ 1975年）
- 1926年 - 江崎正義、元プロ野球選手
- 1931年 - 大津守、プロ野球選手（+ 2007年）
- 1931年 - 本山剛、銀行家（+ 2001年）
- 1932年 - 2代目露の五郎兵衛、上方噺家、大阪にわかの仁輪加師（+ 2009年）
- 1934年 - ダニエル・カーネマン、心理学者、行動経済学者（+ 2024年）
- 1935年 - 宮本三喜彦、実業家、元明治安田生命保険代表取締役会長（+ 2019年）
- 1936年 - 安原達佳、プロ野球選手（+ 2015年）
- 1936年 - 轡田隆史、ジャーナリスト（+ 2022年）
- 1936年 - カナーン・バナナ、政治家、初代ジンバブエ大統領（+ 2003年）
- 1936年 - ディーン・ストックウェル、俳優（+ 2021年）
- 1937年 - オルシェグン・オバサンジョ、政治家
- 1938年 - 中島誠之助、陶磁器鑑定家
- 1938年 - あさのりじ、漫画家（+ 2000年）
- 1938年 - リン・マーギュリス、生物学者 （+ 2011年）
- 1939年 - 城戸則文、元プロ野球選手
- 1940年 - 藤木孝、俳優、歌手 （+ 2020年）
- 1941年 - 谷克二、小説家
- 1941年 - 森光正吉、元プロ野球選手
- 1942年 - フェリペ・ゴンサレス、政治家
- 1942年 - マイク・レズニック、SF作家 （+ 2020年）
- 1944年 - 松尾佳子、声優
- 1945年 - 大杉勝男、プロ野球選手（+ 1992年）
- 1947年 - 栗原はるみ、料理研究家
- 1947年 - 長谷川信彦、卓球選手（+ 2005年）
- 1947年 - 湯原昌幸、歌手、俳優
- 1947年 - ケント・テカルヴ、元プロ野球選手
- 1948年 - 花山多佳子、歌人
- 1948年 - エレイン・ペイジ、ミュージカル女優、歌手
- 1949年 - ベルナール・アルノー、実業家
- 1950年 - 大橋照子、アナウンサー
- 1951年 - 阿曽沼慎司、官僚
- 1951年 - 町田公雄、元プロ野球選手
- 1951年 - 榊原るみ、女優
- 1952年 - 山下大輔、元プロ野球選手、監督
- 1952年 - ロビン・ホブ、ファンタジー作家
- 1952年 - 渋沢田鶴子、福祉学者
- 1953年 - マイケル・サンデル、政治哲学者
- 1953年 - 安田隆行、調教師
- 1953年 - 守岡茂樹、元プロ野球選手
- 1954年 - 吉永泰之、実業家
- 1956年 - 山本隆造、プロ野球選手（+ 2012年）
- 1958年 - 篠有紀子、漫画家
- 1959年 - 北条司、漫画家
- 1959年 - 大月隆寛、民俗学者
- 1960年 - 成田美名子、漫画家
- 1960年 - 内田順久、アニメ監督
- 1961年 - 安藤ありさ、声優
- 1961年 - 桂勢朝、落語家
- 1962年 - 笹井芳樹、医学者（+ 2014年）
- 1965年 - 今賀俊、漫画家
- 1965年 - 三宅雪子、政治家（+ 2020年）
- 1966年 - 上野ゆい、タレント、フリーアナウンサー
- 1967年 - 佐宗綾子、作曲家
- 1967年 - 福田達夫、政治家
- 1967年 - 石井博泰、元俳優（+ 2018年）
- 1968年 - 広永益隆、元プロ野球選手
- 1968年 - 板谷祐三子、女優
- 1968年 - 松岡由美、女優
- 1968年 - バイナイ・ゴルドン、政治家、ハンガリー首相
- 1968年 - アンブロセ・マンドゥロ・ドラミニ、政治家、実業家（+ 2020年）
- 1969年 - 夏樹リオ、声優
- 1970年 - 渡瀬悠宇、漫画家
- 1970年 - 桂三若、落語家
- 1970年 - 貝瀬典子、アイドル
- 1970年 - ジョン・フルシアンテ、ミュージシャン（レッド・ホット・チリ・ペッパーズ）
- 1971年 - ユーリ・ローエンタール、声優
- 1971年 - 原西孝幸、お笑いタレント（FUJIWARA）
- 1972年 - 熊川哲也、バレエダンサー
- 1972年 - 菊間千乃、弁護士、元アナウンサー
- 1972年 - 青山高治、アナウンサー
- 1972年 - 松島茂、アナウンサー（+ 2020年）
- 1973年 - フェリペ・クレスポ、元プロ野球選手
- 1973年 - ライアン・フランクリン、元プロ野球選手
- 1973年 - 阿部英俊、騎手
- 1974年 - イェンス・イェレミース、元サッカー選手
- 1974年 - エヴァ・メンデス、女優
- 1975年 - 三浦信祐、政治家
- 1975年 - Asami、歌手
- 1975年 - サットン、MC（元大田クルー）
- 1976年 - 瓜生正義、競艇選手
- 1976年 - シャルーナス・ヤシケヴィチュス、バスケットボール選手
- 1976年 - 戸田麻衣子、女優
- 1976年 - 宮口治子、政治家、元アナウンサー
- 1976年 - 山本禎顕、俳優
- 1977年 - 柿沢安耶、パティシエ
- 1978年 - 阿部尚徳、音楽家、ボカロP
- 1978年 - B・N・F、投資家
- 1978年 - マイク・ヘスマン、元プロ野球選手
- 1979年 - 野田正義、元野球選手
- 1979年 - 春山香代子、元プロレスラー
- 1980年 - 神宮司治、ミュージシャン（レミオロメン）
- 1980年 - 安井佑輝、ミュージシャン（元CHARCOAL FILTER）
- 1980年 - 山田まりや、タレント
- 1980年 - 陳坤、元野球選手
- 1980年 - アレクセイ・ワシレフスキー、フィギュアスケート選手
- 1980年 - 逢川まさき、演歌歌手
- 1981年 - 忍成修吾、俳優
- 1981年 - MANAMI、格闘家
- 1981年 - フランシスリー・ブエノ、プロ野球選手
- 1982年 - 柩、ミュージシャン（ナイトメア）
- 1982年 - 小岩智子、元アナウンサー
- 1982年 - ハ・ソクジン、俳優
- 1982年 - 潘威倫、プロ野球選手
- 1982年 - ダニエル・カーター、ラグビー選手
- 1983年 - 佐藤まい、ヌードモデル、グラビアアイドル、元AV女優
- 1983年 - 佐久間仁、ミュージカル俳優
- 1985年 - 松山ケンイチ、俳優
- 1985年 - ブラッド・ミルズ、プロ野球選手
- 1986年 - 引田香織、歌手
- 1986年 - ジョエル・ワトソン、フィギュアスケート選手
- 1986年 - ジェイク・アリエータ、プロ野球選手
- 1987年 - アンナ・チャクベタゼ、テニス選手
- 1987年 - 川内優輝、陸上競技選手
- 1988年 - ヨバナ・ブラコチェビッチ、バレーボール選手
- 1988年 - 本田正重、騎手
- 1989年 - ジェイク・ロイド、俳優
- 1989年 - 永井謙佑、サッカー選手
- 1990年 - 松尾篤、サッカー選手
- 1990年 - 三本雅彦、小説家
- 1990年 - マティアス・キブルツ、オリエンテーリング選手
- 1990年 - アラナ・ブランチャード、サーファー
- 1991年 - rionos、シンガーソングライター、作曲家
- 1991年 - 吉野七宝実、グラビアアイドル
- 1991年 - 西村禮、グラビアアイドル
- 1992年 - ルーベン・ブロマールト、フィギュアスケート選手
- 1992年 - 清水みさと、女優
- 1993年 - 後藤駿太、プロ野球選手
- 1993年 - 高橋佑汰、空手家
- 1994年 - エクトル・メンドーサ、プロ野球選手
- 1995年 - 志尊淳、俳優（D2）
- 1995年 - 細川藍、タレント
- 1996年 - 遠野ひかる、声優
- 1996年 - テイラー・マリー・ヒル、ファッションモデル
- 1996年 - エマニュエル・ムディエイ、バスケットボール選手
- 1997年 - 今田美桜、女優
- 1997年 - 後藤彩、元アイドル（SUPER☆GiRLS）
- 1997年 - 今田美奈、アイドル（元HKT48）
- 1997年 - 矢野妃菜喜、声優、歌手（DUSTY FRUITS CLUB）、元アイドル（元うたたねこ歌劇団、元私立恵比寿中学）
- 1998年 - 平末明日香、バスケットボール選手
- 1998年 - セキユウティン、プロゴルファー
- 1998年 - しとうもも、モデル、インフルエンサー
- 1999年 - 鈴木絢音、アイドル（元乃木坂46）
- 1999年 - 橘二葉、アイドル（東京パフォーマンスドール）
- 1999年 - ゆうた、YouTuber (コムドット)
- 1999年 - 中野小次郎、サッカー選手
- 1999年 - 佐伯智恵、競輪選手
- 1999年 - キム・イェリム、アイドル (Red Velvet)
- 1999年 - マディソン・ビアー、シンガーソングライター
- 2000年 - 橘美來、声優
- 2002年 - 荒木菜那、フィギュアスケーター
- 2003年 - 大槻拓也、俳優、タレント（BUDDiiS）
- 2004年 - 小野光希、スノーボード選手
- 生年不詳 - さくらみこ、Vtuber

### 人物以外（動物など）
- 1930年 - カブトヤマ、競走馬（+ 1951年）
- 1939年 - サンチャリオット、競走馬（+ 1963年）
- 1977年 - オペックホース、競走馬（+ 2005年）
- 1977年 - サクラシンゲキ、競走馬（+ 1994年）
- 1985年 - キャロルハウス、競走馬（+ 2008年）
- 1989年 - ライスシャワー、競走馬（+ 1995年）
- 1998年 - マンハッタンカフェ、競走馬、種牡馬（+ 2015年）
- 2002年 - シックスセンス、競走馬（+ 2010年）
- 2004年 - アストンマーチャン、競走馬（+ 2008年）
- 2004年 - アンパサンド、競走馬
- 2009年 - ヴィルシーナ、競走馬、繁殖牝馬
- 2010年 - キズナ、競走馬
- 2022年 - ミリアッドラヴ、競走馬

## 忌日

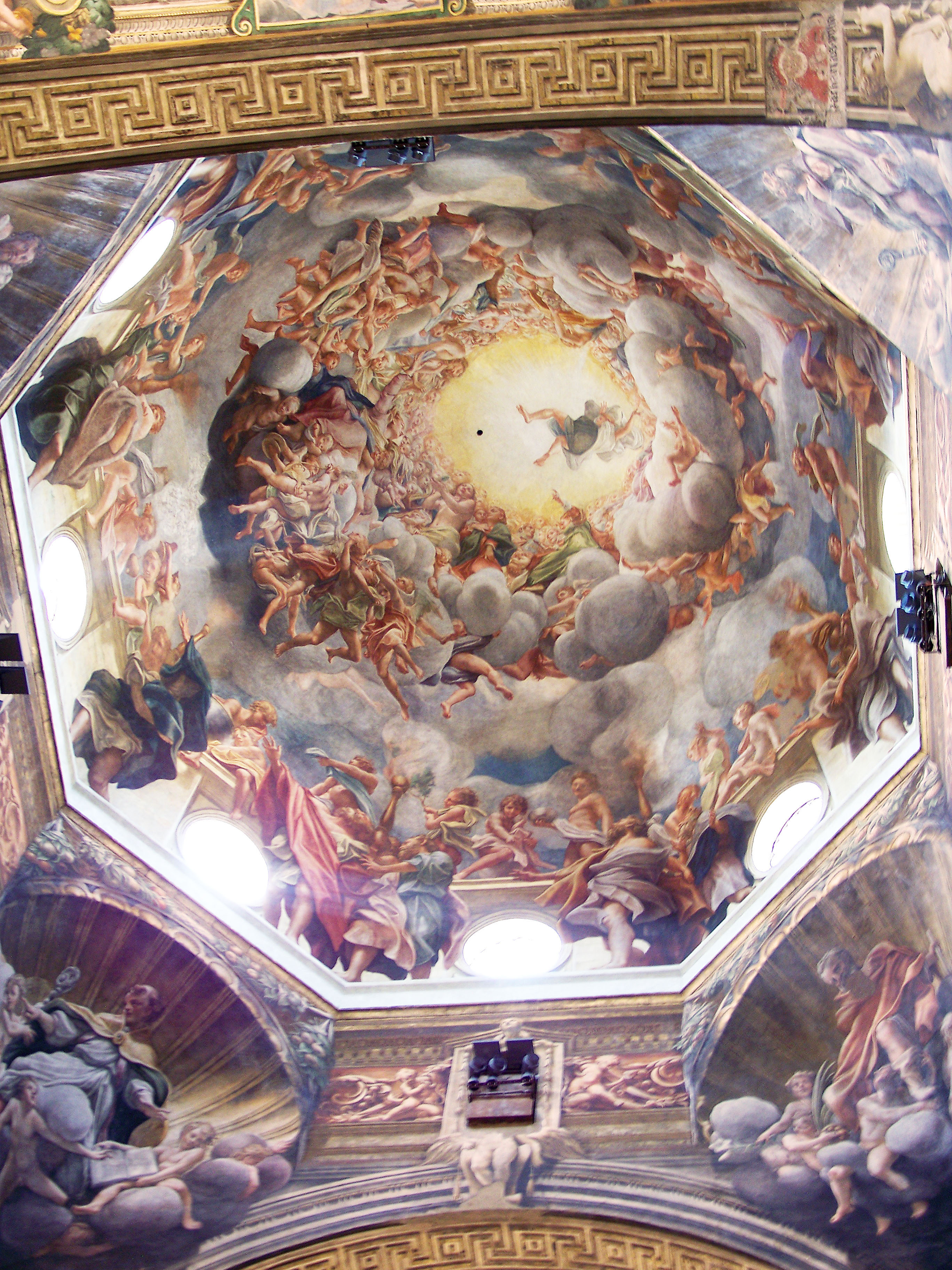
ルネサンスの画家コレッジョ(1489?-1534)没。画像はパルマ大聖堂の天井画『聖母の被昇天』(1526-1530)

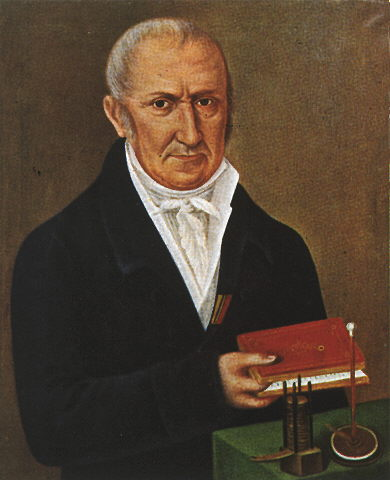
電圧の単位ボルトに名を残す物理学者アレッサンドロ・ボルタ(1745-1827)没。

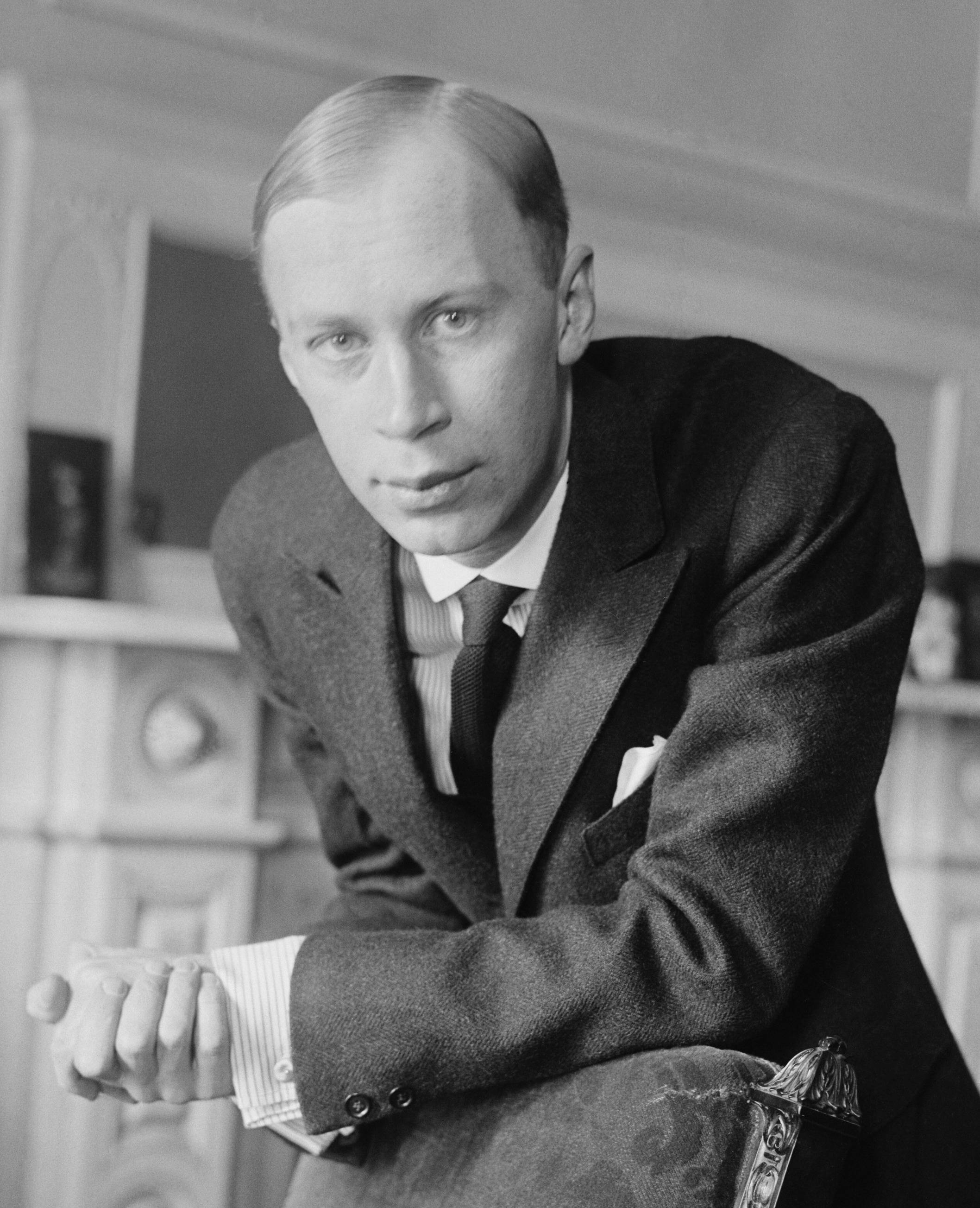
作曲家、ピアニストセルゲイ・プロコフィエフ(1891-1953)没。

### 人物
- 1534年 - コレッジョ、画家（* 1489年頃）
- 1535年 - ロレンツォ・コスタ、画家（* 1460年）
- 1564年 - フリードリヒ・スタフィロス（英語版）、神学者（* 1512年）
- 1611年（慶長16年1月21日） - 島津義久、戦国大名（* 1533年）
- 1620年 - ジョヴァンニ・フランチェスコ・サグレド（英語版）、数学者（* 1571年）
- 1633年（寛永10年1月25日） - 佐竹義宣、武将、大名（* 1570年）
- 1660年 - フェリーチェ・フィチェレッリ、画家（* 1605年）
- 1763年 - ウイリアム・スメリー、産科医（* 1697年）
- 1778年 - トマス・アーン、作曲家（* 1710年）
- 1794年 - クラース・アルストレーマー、実業家、博物学者（* 1736年）
- 1794年 - ラモン・デ・ラ・クルス（スペイン語版）、劇作家（* 1731年）
- 1802年（享和2年2月2日） - 市野上浅右エ門、力士（* 1767年）
- 1815年 - フランツ・アントン・メスメル、医学者（* 1734年）
- 1826年 - シャルル・ポール・ランドン（英語版）、画家、作家（* 1760年）
- 1827年 - ピエール＝シモン・ラプラス、数学者（* 1749年）
- 1827年 - アレッサンドロ・ボルタ、物理学者（* 1745年）
- 1829年 - ジョン・アダムズ、バウンティ号の反乱メンバーの一員（* 1766年）
- 1852年 - ソフィー・ゲイ（フランス語版）、作家、作曲家（* 1776年）
- 1867年 - ルイ・ブーランジェ、画家、版画家、挿絵画家（* 1806年）
- 1876年 - マリー・ダグー、作家、ジャーナリスト（* 1805年）
- 1876年 - フランチェスコ・マリア・ピアーヴェ、オペラ台本作家（* 1810年）
- 1893年 - イポリット・テーヌ、哲学者（* 1828年）
- 1895年 - ヘンリー・ローリンソン、楔形文字を解読（* 1810年）
- 1895年 - ニコライ・レスコフ、作家 (* 1831年)
- 1897年 - デーブ・ファウツ、プロ野球選手（* 1856年）
- 1903年 - ウジェーヌ・ドマルセー、化学者（* 1852年）
- 1904年 - アルフレート・フォン・ヴァルダーゼー、ドイツ陸軍参謀総長（* 1832年）
- 1906年 - 壬生基修、東京府知事、貴族院議員（* 1835年）
- 1917年 - マヌエル・デ・アリアガ、初代ポルトガル大統領（* 1840年）
- 1918年 - 藤岡市助、技術者、実業家（* 1857年）
- 1919年 - 福岡孝弟、土佐藩家老、文部卿、枢密顧問官（* 1835年）
- 1929年 - フランチェスコ・パオロ・ミケッティ、画家（* 1851年）
- 1929年 - 山本宣治、政治家、生物学者（* 1889年）
- 1932年 - 團琢磨、実業家（* 1858年）
- 1937年 - 和田重次郎、探検家（* 1875年）
- 1940年 - 蔡元培、教育家（* 1868年）
- 1941年 - ドミトリー・パヴロヴィチ大公、ロシア帝国の皇族（* 1891年）
- 1944年 - コンスタン・モンタルド、美術家（* 1862年）
- 1944年 - ルドルフ・ハルビッヒ、陸上競技選手（* 1913年）
- 1947年 - アルフレード・カゼッラ、作曲家（* 1883年）
- 1951年 - 南郷次郎、海軍軍人（* 1876年）
- 1953年 - ヨシフ・スターリン、ソビエト指導者（* 1879年）
- 1953年 - セルゲイ・プロコフィエフ、作曲家（* 1891年）
- 1954年 - 岸田國士、劇作家、小説家（* 1890年）
- 1955年 - 金光庸夫、政治家（* 1877年）
- 1955年 - フェルナン・ポワン、フランス料理のシェフ（* 1897年）
- 1965年 - ペッパー・マーティン（英語版）、元プロ野球選手、監督（* 1904年）
- 1965年 - 若林忠志、元プロ野球選手、プロ野球監督（* 1908年）
- 1966年 - アンナ・アフマートヴァ、詩人（* 1889年）
- 1967年 - モハンマド・モサッデク、政治家、イラン首相（* 1882年）
- 1969年 - 東くめ、童謡作詞家（* 1877年）
- 1973年 - パウル・クレツキ、指揮者（* 1900年）
- 1973年 - 遠山直道、実業家、ダヴィッド社創業者、日興證券（現：SMBC日興証券）副社長（* 1925年）
- 1976年 - チャールズ・レデラー（英語版）、脚本家、映画監督（* 1910年）
- 1977年 - トム・プライス、F1ドライバー（* 1949年）
- 1978年 - 東久邇聡子、明治天皇第9皇女（* 1896年）
- 1980年 - ヴィニフレート・ヴァーグナー、バイロイト音楽祭主宰者（* 1897年）
- 1982年 - ジョン・ベルーシ、俳優（* 1949年）
- 1982年 - 平良幸市、政治家（* 1909年）
- 1984年 - ティート・ゴッビ、バリトン歌手（* 1913年）
- 1986年 - ジョージ・ネルソン、デザイナー、建築家（* 1908年）
- 1988年 - 池田鴻、俳優、アニメソング歌手（* 1939年）
- 1988年 - 中里綴、作詞家、女優、歌手（* 1951年）
- 1990年 - エトムント・コーネン、サッカー選手（* 1914年）
- 1990年 - ゲイリー・メリル、俳優（* 1915年）
- 1990年 - ウィリアム・A・ウィリアムズ、歴史学者（* 1921年）
- 1990年 - 山田康夫、NHKアナウンサー（* 1941年）
- 1993年 - 茜ケ久保重光、政治家（* 1905年）
- 1993年 - ハンス・クリスチャン・ブレヒ、俳優（* 1915年）
- 1999年 - 石橋一弥、政治家（* 1922年）
- 1999年 - リチャード・カイリー、俳優（* 1922年）
- 1999年 - 三代目桂米之助、落語家（* 1928年）
- 2000年 - 山本恪二、彫刻家（* 1915年）
- 2000年 - 平田義正、化学者、名古屋大学名誉教授（* 1915年）
- 2003年 - 徳永康元、ハンガリー文学者（* 1912年）
- 2005年 - 新田長夫、実業家、元ニッタ社長（* 1914年）
- 2005年 - 秋山光路、外交官、元オランダ大使（* 1921年）
- 2005年 - セルジュ・コミッショーナ、指揮者（* 1928年）
- 2005年 - 和田崇、アニメーター（* 1966年）
- 2006年 - 岡田正勝、政治家（* 1922年）
- 2008年 - エルフリーデ・カウン、走高跳選手（* 1914年）
- 2008年 - ジョセフ・ワイゼンバウム、情報工学者（* 1923年）
- 2008年 - 谷村隆、経営者、元JCB社長（* 1924年）
- 2008年 - ネーダー・ハリーリ（英語版）、建築家（* 1936年）
- 2009年 - 尾川正二、国文学者（* 1917年）
- 2009年 - 山根俊英、元プロ野球選手（* 1928年）
- 2009年 - 稲垣実男、政治家、元北海道開発庁長官兼沖縄開発庁長官（* 1928年）
- 2009年 - 松本三郎、国際政治学者、慶應義塾大学名誉教授、第6代防衛大学校校長（* 1931年）
- 2009年 - ジョン・ポール・オウル、人権活動家（* 生年不詳）
- 2010年 - 寺田博、編集者、文芸評論家（* 1933年)
- 2010年 - 田向正健、脚本家（* 1936年)
- 2010年 - チャールズ・ピアース（英語版）、映画監督、脚本家、プロデューサー（* 1938年)
- 2011年 - 渡辺健三[19]、銀行家、元北越銀行頭取（* 1919年）
- 2011年 - アルベルト・グラナード、生化学者、医師、作家（* 1922年）
- 2011年 - 梶谷嘉一郎[20]、実業家、元マルタイ社長（* 1934年）
- 2011年 - 宇宿允人、指揮者（* 1934年）
- 2011年 - 萬谷勝治、ラグビー選手（* 1945年）
- 2011年 - 日向明子、女優（* 1955年）
- 2012年 - ロバート・シャーマン、音楽家（* 1925年）
- 2013年 - 松下秀雄、実業家、オーディオテクニカ創業者（* 1919年）
- 2013年 - 多久安英[21]、実業家、元東芝EMI社長（* 1921年）
- 2013年 - 納谷悟朗、声優、俳優（* 1929年）
- 2013年 - 二川幸夫、建築写真家（* 1932年）
- 2013年 - 田中忠三郎、民俗学者、浅草アミューズミュージアム名誉館長（* 1933年）
- 2013年 - 安藤次男、政治学者、立命館大学名誉教授（* 1944年）
- 2013年 - ポール・ベアラー、プロレスリング・マネージャー（* 1954年）
- 2013年 - ウゴ・チャベス、政治家、第53代ベネズエラ大統領（* 1954年）
- 2013年 - トーレン・スミス、実業家、アメコミ原作者、ライター（* 1960年）
- 2014年 - 矢入一男、ギター職人、元ヤイリギター社長（* 1932年）
- 2014年 - スコット・カルヴァート、映画監督（* 1964年）
- 2015年 - 平林眞、金属学者、北見工業大学元学長・名誉教授、東北大学名誉教授（* 1925年）
- 2015年 - 水木初彦、経営者、元神奈川新聞社社長（* 1939年）
- 2016年 - 飯高英之助[22]、実業家、元東海汽船社長（* 1924年または1925年）
- 2016年 - 高木丈太郎、実業家、元三菱地所社長（* 1927年）
- 2016年 - ニコラウス・アーノンクール、指揮者、チェロ奏者（* 1929年）
- 2016年 - 許文道、政治家、元国土統一院長官（* 1940年）
- 2016年 - レイ・トムリンソン、プログラマー（* 1941年）
- 2017年 - 高山捷一、元大日本帝国海軍航空技術士官、元航空自衛隊空将（* 1914年）
- 2017年 - 大河原太一郎、官僚、政治家、元農林水産事務次官、第21代農林水産大臣（* 1922年）
- 2017年 - グラディス・ハンセン 、図書館員、アーキビスト、サンフランシスコ地震研究者（* 1925年）
- 2017年 - クルト・モル、声楽家、オペラバス歌手（* 1938年）
- 2018年 - デレク・ビッカートン、言語学者、ハワイ大学名誉教授（* 1926年）
- 2018年 - ウリ・ルブラニ（英語版）、外交官、軍人（* 1926年）
- 2018年 - ヘルムート・マウハー、実業家、ネスレ名誉会長（* 1927年）
- 2018年 - ヘイドン・ホワイト、歴史家、文芸批評家、カリフォルニア大学サンタクルーズ校名誉教授（* 1928年）
- 2018年 - 平岡敏夫、国文学者、詩人、群馬県立女子大学元学長・名誉教授、筑波大学名誉教授（* 1930年）
- 2018年 - アンドレ・S・ラバルト、映画批評家、映画プロデューサー、映画監督、脚本家、俳優（* 1931年）
- 2018年 - トレバー・ベイリス（英語版）、発明家、巻き上げ式ラジオ発明者（* 1937年）
- 2018年 - ポール・マグリエル（英語版）、プロバックギャモン、ポーカープレイヤー、作家（* 1946年）
- 2018年 - ジョン・カシオポ（英語版）、社会神経科学者（* 1951年）
- 2018年 - 向山貴彦、小説家、翻訳家（* 1970年）
- 2018年 - シム・ジンボ（朝鮮語版）、俳優（* 1983年）
- 2018年 - マーク・アンドレ・ルクレール（英語版）、ロッククライマー、アイスクライマー、アルピニスト（* 1992年）
- 2019年 - 灘康次、歌手、ギタリスト（灘康次とモダンカンカン）（* 1929年）
- 2019年 - ドル・ポポヴィッチ（英語版）、作曲家、音楽学者、作家（* 1932年）
- 2019年 - ジャック・ルーシェ、ピアニスト、作曲家（* 1934年）
- 2019年 - 川内通康、実業家、元ニッポン放送社長・会長（* 1935年）
- 2019年 - 龍村光峯、織物美術家（* 1946年）
- 2019年 - 降矢祥博、実業家、凸版印刷相談役・元副社長、東洋インキSCホールディングス元監査役（* 1949年）
- 2020年 - 三浦宏文、機械工学者、工学院大学第6代学長・名誉教授、東京大学名誉教授、日本ロボット学会元会長（* 1938年）
- 2020年 - ソロモン・ベレワ、政治家、元シエラレオネ副大統領（* 1938年）
- 2020年 - ジャネット・フィッツシモンズ（英語版）、環境保護活動家、政治家、ニュージーランド緑の党創設者（* 1945年）
- 2020年 - リップ・オリバー、元プロレスラー（* 1952年）
- 2020年 - ホセイン・シェイコレスラム（英語版）、政治家、外交官（* 1952年）
- 2020年 - ヴァレリオ・モロ（マレー語版）、政治家、元ブリニャーノ・ジェーラ・ダッダ市長（* 1952年）
- 2020年 - かなざわいっせい、フリーライター（* 1955年）
- 2021年 - ドン・ジャイル（英語版）、元プロ野球選手（* 1935年）
- 2021年 - 永井英慈、政治家（* 1937年）
- 2021年 - バディ・コルト、元プロレスラー（* 1940年）
- 2021年 - パトリック・デュポン、バレエダンサー、元パリ・オペラ座エトワール・芸術監督（* 1959年）
- 2021年 - 福原智[23]、実業家、トリプルアイズ代表取締役（* 1975年）
- 2022年 - アゴスティーノ・カッチャヴィラン（英語版）、カトリック教会聖職者、枢機卿（* 1926年）
- 2022年 - 鍛治壮一、航空ジャーナリスト、航空評論家（* 1930年）
- 2022年 - 鷲澤正一、政治家、元長野県長野市長（* 1940年）
- 2022年 - 岩本繁、公認会計士、アーサー・アンダーセン日本代表（* 1941年）
- 2022年 - エルグジャ・プルドゥリ（英語版）、俳優、歌手（* 1941年）
- 2022年 - 志垣太郎、俳優、声優（* 1951年）
- 2022年 - 坂口照幸、作詞家（* 1957年）
- 2022年 - デニス・キレーエフ（ウクライナ語版）、銀行家（* 1977年）
- 2022年 - アレクセイ・ハサノフ、ロシア航空宇宙軍軍人（* 1977年）
- 2022年 - ウラジーミル・ゾガ、民兵組織指導者、スパルタ大隊司令官（* 1993年）
- 2023年 - 笹原正三、元アマチュアレスリング選手、1956年メルボルン五輪金メダリスト（* 1929年）
- 2023年 - フランシスコ・J・アヤラ、生物学者、哲学者（* 1934年）
- 2023年 - フランク・グリスウォルド、聖公会聖職者、第25代米国聖公会総裁主教（* 1937年）
- 2023年 - クラウス・ボンザック、リュージュ選手、1968年グルノーブル五輪金メダリスト（* 1941年）
- 2023年 - ピエロ・ジラルディ（英語版）、芸術家（* 1942年）
- 2023年 - ケネス・モンゴメリー（英語版）、指揮者、音楽監督（* 1943年）
- 2023年 - アンドリュー・リンクレイター、国際政治学者（* 1949年）
- 2023年 - ゲイリー・ロッシントン（英語版）、ミュージシャン、ギタリスト（レーナード・スキナード）（* 1951年）
- 2023年 - ペドロ・ロドリゲス・フィーリョ（英語版）、連続殺人犯、YouTuber（* 1954年）
- 2023年 - 木村貴宏、アニメーター、イラストレーター、キャラクターデザイナー（* 1964年）
- 2024年 - 田中和夫、昆虫学者（* 1928年）
- 2024年 - 杉野要吉、国文学者、早稲田大学名誉教授（* 1932年）
- 2024年 - ロルフ・ラルヒャー（英語版）、元ボート競技選手（* 1934年）
- 2025年 - 正田巌、実業家、日本銀行監事（* 1931年）

### 人物以外（動物など）
- 1978年 - テンポイント、競走馬（* 1973年）

## 記念日・年中行事

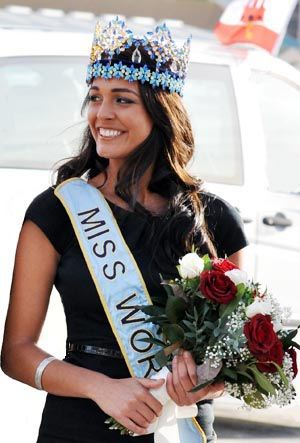
ミス・コンテストの日。画像は2009年のミス・ワールド、Kaiane Aldorino

- 啓蟄（ 日本 2009年・2012年・2013年・2016年・2017年・2020年・2021年・2022年）
二十四節気の1つ。太陽の黄経が345度の時で、大地が暖まり冬眠をしていた虫が穴から出てくるころ。

- ミス・コンテストの日（ 日本）
シカゴ・トリビューンの依頼により時事新報が「世界美人コンクール」の日本予選として行った「良家の淑女」写真コンテストの入賞者を1908年のこの日に掲載したのが日本のミス・コンテストの始まりとされていることから。

- スチュワーデスの日（ 日本）
東京航空輸送社が1931年3月5日に実施した日本初のスチュワーデス採用試験の結果がこの日に発表されたことから。

- 巫女の日（ 日本）
「み（3）こ（5）」の語呂合わせから生まれたネット上でのイベントで、主に巫女を題材の中心とする絵師がその日に合わせてイラストを発表する。
- サンゴの日（ 日本）
世界自然保護基金ジャパン（WWFジャパン）が1996年に制定。「さん（3）ご（5）」の語呂合わせと、サンゴが3月の誕生石であることから[24]。
- 産後ケアの日（ 日本）
尿もれなどの産後のトラブルを改善し、産後ケアの大切さを知ってもらおうと、日本製紙クレシア株式会社が立ち上げた「産後ケア」の日実行委員会が制定。出産を経験した全ての女性たちが産後トラブルから解放され、いつまでも内面から美しく、毎日がもっと楽しく、もっと心地よく過ごせるようにとの願いが込められている。日付は3と5で「産後」と読む語呂合わせから[25]。

- 雷鋒に学ぶ日（ 中国）
1963年3月5日に毛沢東が「雷鋒同志に学ぼう」運動として開始。